# 닥터 후 시리즈 1
영국의 SF 드라마 《닥터 후》의 시리즈 1 (Series 1, 뉴 시즌 1)는 2005년에 방영된 닥터 후 시즌이다. 2005년 3월 26일 첫번째 에피소드인 "Rose"를 시작으로, 2005년 6월 18일에 마지막 에피소드인 "The Parting of the Ways"까지 방영되었다.
시리즈 1은 1989년 드라마 제작 취소로 종영된 지 16년 만에 부활했다는 점에서, 그리고 1996년 폴 맥갠 주연의 극장판 《닥터 후》 개봉 이후 처음으로 다뤄지는 닥터 후 스토리라는 점에서 상당한 주목을 받았던 시즌이었다. 여기에는 닥터 후의 오랜 팬으로서 90년대 말부터 BBC 측에 드라마 방영의 재개를 요구해 왔던 드라마 프로듀서 러셀 T 데이비스의 역할이 상당했다. 1번째 시리즈는 13개 에피소드로 구성되며 그 중 8개는 데이비스가 각본을 맡았다. 총괄 프로듀서는 러셀 T 데이비스, 줄리 가드너, 맬 영이 맡았으며, 그밖에 필 콜린슨도 프로듀서를 맡았다.
《닥터 후》는 기이하고 별난 성격의 시간여행자인 '닥터'가 영국의 옛 경찰 박스 모습을 한 타임머신 타디스를 타고 시공간을 여행하면서 겪는 모험을 그려낸 작품이다. 닥터는 동행자와 함께 시공간을 탐험하고, 다양한 적들을 마주하며, 사람들을 구하고 잘못된 일을 바로잡는다. 이 과정에서 닥터는 죽음의 위기에 처할 때마다 재생성을 통해 삶을 이어갈 수 있다. 시리즈 1은 닥터의 아홉번째 생애에 해당되는 시즌으로, 주인공 닥터 역에는 크리스토퍼 에클스턴이 맡았으며, 그의 첫 동행자인 로즈 타일러 역에는 빌리 파이퍼가 출연하였다. 이밖에도 닥터는 제멋대로 구는 천재 소년 애덤 미첼 (브루노 랭글리)과 51세기 타임 에이전트 출신으로 지금은 사기꾼이 된 잭 하크니스 대위 (존 바로우만)도 동행자 삼아 잠시 여행을 다닌다. 시리즈 1을 관통하는 핵심 주제는 'Bad Wolf'란 단어로, 시즌 내내 그 의미는 밝히지 않은 채 닥터 일행 주변에서 등장하다가 마지막화에서 비로소 그 정체가 밝혀지게 된다.
시리즈 1의 첫번째 에피소드는 영국 방영 당시 총 1081만 명이 시청하면서 대단한 인기를 끌어모았다. 그리고 그 영향으로 첫번째 에피소드가 전파를 탄 지 불과 나흘 만에, 《닥터 후》의 크리스마스 스페셜 에피소드와 두번째 시리즈 제작이 최종 결정되었다. 뿐만 아니라 시리즈 1은 닥터 후 역사상 처음으로 영국 아카데미상 (BAFTA)을 수상하면서 비평계와 시청자 모두에게 좋은 반응을 얻었다. 특히 놀라운 점은 지난 1985년 시청률 하락을 이유로 18개월 방영 중단 조치를 내렸고, 나중에 드라마 방영 재개를 두고서도 여러 가지 이유로 인한 개인적인 비호감 때문에 방영재개를 연기시켰던 미셸 그레이드가 인정한 것이었다. 한편으로 이 시리즈의 인기로 영국 텔레비전 업계에서 토요일 밤 가족 드라마의 재기를 이끄는 결과를 낳게 되었다.
한국에서는 2005년 6월 3일에 KBS2에서 공사창립특선으로 처음 방영되었으며, 한번에 2편 연속으로 방영하여 동년 7월 17일에 종영했다. 대한민국에서 닥터 후의 정기 시즌이 방영된 것은 이번이 처음이었다.

## 시리즈 개요
시리즈 1에서는 시간 전쟁으로 모든 달렉과 타임 로드가 멸종한 이후, 그 현장에서 홀로 살아남아 재생성한 9대 닥터 (크리스토퍼 에클스턴)의 시점을 다루고 있다. 닥터는 영국 런던의 백화점에서 일하던 젊은 여자 로즈 타일러 (빌리 파이퍼)를 우연히 만난다. 로즈는 닥터에게 이끌려 타디스로 떠나는 시공간 탐험에 합류한다. 하지만 갑작스럽게 결정한 일이었기 때문에 로즈가 자리를 비운 12개월 동안, 엄마 재키 타일러 (카밀 코두리)와 남자친구 미키 스미스 (노엘 클라크)는 로즈가 실종된 줄 알고 근심을 거듭하는 해프닝도 일어난다. 이후 여행을 다니던 닥터와 로즈는 51세기에서 온 타임 에이전트인 잭 하크니스 대위 (존 바로우만)를 만나고, 잭 역시 여행 동반자로 합류한다. 이 모든 과정 속에서, 닥터 일행이 여행을 다니는 곳곳에 'Bad Wolf'란 단어가 거듭 나타나기 시작한다. 처음에는 알아채지 못하던 닥터도 어느 한 시점에서 그 단어가 주변에서 자꾸 나타나는 것을 알아차리게 되고, 자신들을 따라오는 무언가의 신호라고 짐작한다.
마지막 에피소드에서 닥터 일행은 먼 미래의 지구에 있는 위성방송 5에 도착한다. 그곳에서 달렉들이 인류의 발전을 저지하고 있는 것을 목격한다. 이들의 우두머리인 '달렉 황제'는 자신이 시간 전쟁에서 살아남았으며, 지구에서 거둬들인 인간들로 새로운 달렉을 창조하고 있다고 밝힌다. 그리고 지금 계획은 나머지 인간들을 모조리 달렉으로 전환시키는 것이라고 밝힌다. 이후 달렉 함대가 지구를 침공할 준비를 하자, 닥터는 전 인류를 포함해 지구상의 모든 생명체들을 파괴시킬 델타파 장치를 만든다. 그리고선 로즈를 지키기 위해 타디스로 들어가도록 유인하여 21세기로 되돌려 보낸다. 한편 잭은 델타파가 작동에 들어가기 전까지 위성으로 몰려오는 달렉들을 막기 위해 자원 부대를 조직하고, 달렉들에게 끝까지 맞서 싸우다가 죽음에 이르고 만다.
로즈는 닥터가 자신을 집으로 되돌려 보냈다는 사실에 충격에서 헤어나지 못한다. 그러나 타디스가 착륙한 곳 주변에 'Bad Wolf'란 단어가 빼곡히 적혀 있는 모습을 보고, 이것은 단순한 우연이 아니라 하나의 신호임을 깨닫는다. 그리고 닥터에게 가서 돕기 위해 타디스의 심장을 열려고 애를 쓴다. 이를 지켜보던 재키와 미키는 로즈가 닥터를 위해 진정으로 헌신하고 있음을 느끼고 로즈를 도와준다. 그러다 갑자기 타디스의 심장이 열려 그 속의 에너지가 로즈에게 스며들고, 타디스는 닥터가 있는 미래로 되돌아간다. 그곳에 도착한 로즈는 전지전능한 능력으로 달렉들을 모조리 가루로 만들어 버리고, 죽었던 잭까지 다시 살려낸다. 또 그 힘으로 'Bad Wolf'란 단어를 온 시공간 속에 흩뿌려, "자신을 이곳으로 이끌어줄 메시지"로 삼고는 쓰러진다. 닥터는 로즈가 죽기 전에 그녀에게서 위험 에너지를 대신 흡수하고, 잭을 뒤로 한 채 타디스를 타고 우주정거장을 떠난다. 로즈가 깨어나자 닥터는 앞서 있었던 일을 알려주며 자신은 타임 로드이므로 재생성하면 된다는 말과 함께 작별 인사를 건네고, 곧 10대 닥터 (데이비드 테넌트)의 모습으로 재생성하게 된다.

## 에피소드 목록
올드 시즌 (1963~1989)과는 달리 뉴 시즌의 구성 방식은 '시리얼' (serial, 하나의 에피소드 줄거리에 여러 화로 이뤄진 단위) 대신 각 에피소드에 별개의 스토리를 담는 것이었다. 시리즈 1의 13개 에피소드 중 7개는 이 같은 구성방식을 그대로 따랐고, 나머지 6개는 2부작으로 구성되어 세 가지 스토리로 묶였다. 또한 올드 시즌 시절 시즌 3의 시리얼인 'The Gunfighters' 이래 처음으로 각 에피소드마다 별개의 제목을 붙이게 되었다.
| 스토리 | 에피소드 | 제목                                      | 감독          | 작가            | 본 방송 날짜    | 대한민국 방송 날짜 | 제작 번호 | 영국 시청자 수 (100만) | AI |
| --- | -------- | ----------------------------------------- | ------------- | --------------- | --------------- | ------------------ | --------- | ---------------------- | -- |
| 157 | 1        | "로즈와의 만남" "Rose"                    | 키스 보크     | 러셀 T 데이비스 | 2005년 3월 26일 | 2005년 6월 5일     | 1.1       | 10.81                  | 81 |
| 백화점 점원으로 일하는 로즈 타일러. 어느날 지하실을 찾았다가 플라스틱 마네킹들로부터 공격을 당한다. 이때 '닥터'라는 이름의 기이한 남자가 그녀를 구해주고는, 백화점 건물을 폭발시켜 날려버린다. 로즈는 닥터를 뒷조사하다 우연히 그를 알고 있다는 음모론 사이트를 접하고, 남자친구 미키 스미스 (노엘 클라크)와 함께 사이트 운영자인 클라이브 (마크 벤턴)을 찾아간다. 그는 닥터가 온 역사를 통틀어 등장하며, 그때마다 똑같은 모습을 하고 있다고 밝힌다. 로즈가 클라이브와 이야기를 나누는 동안 미키는 납치되고, 미키의 모습을 한 플라스틱 인간이 그 자리를 대신한다. 이후 로즈는 닥터를 다시 만나고, 닥터는 그 미키가 오톤임을 밝힌다. 두 사람은 이 오톤들을 조종하는 '네스틴의 의식'이 은신해 있는 곳을 찾아내는데, 다름아닌 런던 아이였다. 네스틴의 의식은 닥터의 저지를 뿌리치고 시내 곳곳의 오톤 (마네킹)들을 가동시켜 사람들을 죽이기 시작한다. 이후 로즈가 나서 닥터를 구하는 동시에 네스틴의 의식을 무력화시키고, 오톤들 역시 죽게 된다. 마지막에는 로즈가 닥터와 함께 타디스로 시공간 여행에 나서기로 결정한다. |          |                                           |               |                 |                 |                    |           |                        |    |
| 158 | 2        | "첫 번째 시간여행" "The End of the World" | 유로스 린     | 러셀 T 데이비스 | 2005년 4월 2일  | 2005년 6월 5일     | 1.2       | 7.97                   | 79 |
| 닥터는 로즈를 500만 년 뒤의 미래로 데려간다. 둘은 태양 팽창으로 지구가 최후를 맞이하는 풍경을 관람하기 위해 띄워진 어느 우주정거장에 내린다. 이 현상을 보러 모인 귀한 외계인 손님들 중에는 카산드라 부인 (조이 워너메이커)이 있었는데, 수천 번의 변형 수술을 받았어도 마지막으로 남은 순수한 인간이라는 데에 자부심을 가지고 있었다. 그런데 이 카산드라는 막대한 수술 비용을 마련하기 위해서, 우주정거장에 사고를 일으켜 그 경쟁사 주식을 팔아 이득을 취하려는 음모를 세우고 있었다. 이를 위해 카산드라는 정교한 로봇 거미들을 우주정거장 전반에 걸쳐 풀어놓고, 거미들은 시스템을 교란시키기 시작한다. 그리고 태양 복사선을 막아주던 방어막을 해제하여 온 정거장에 뚫고 들어오게 만든 뒤, 카산드라는 순간이동으로 탈출해 나온다. 이에 닥터는 간신히 시스템을 원상태로 복구시켜 위험에 처한 로즈를 구한 뒤, 카산드라를 다시 이곳으로 순간이동시켜 놓는다. 그리고 카산드라는 극심한 태양열을 받아 죽음에 이른다. |          |                                           |               |                 |                 |                    |           |                        |    |
| 159 | 3        | "잠들지 않는 시체" "The Unquiet Dead"     | 유로스 린     | 마크 게티스     | 2005년 4월 9일  | 2005년 6월 12일    | 1.3       | 8.86                   | 80 |
| 닥터와 로즈는 1869년 카디프로 거슬러 올라간다. 둘은 그곳에서 가브리엘 스니드 (앨런 데이비드)를 투시력을 가진 자신의 하녀 귀네스 (이브 마일스)와 함께 운영하는 어느 장례식장에서 알 수 없는 푸른 기체에 의해 살아나는 시신들이 안치되어 있는 것을 보았다. 스니드와 귀네스는 로즈를 납치하고 닥터는 찰스 디킨스 (사이먼 칼로우)와 한조를 이루어 그녀를 뒤쫓아가 찾아낸다. 장례식장에서 일행이 다시 모이고 닥터는 그 푸른 기체가 응접실이 지어진 시공간의 틈을 건너오려는 것으로 인한 결과라는 사실을 밝혀낸다. 이 기체들은 스스로를 구체화할 수 있을 때까지 시신들을 움직이게 만드는 겔스 종족이었음이 드러나고, 귀네스를 중매로 이용한다. 겔스가 가스에 거부반응을 일으키자 귀네스는 가스를 발화시켜 모든 겔스들을 죽도록 만드는 데 자원하고, 닥터와 로즈, 디킨스는 응접실이 화염에 휩싸이기 전에 탈출한다. |          |                                           |               |                 |                 |                    |           |                        |    |
| 160a | 4        | "런던의 외계인" "Aliens of London"        | 키스 보크     | 러셀 T 데이비스 | 2005년 4월 16일 | 2005년 6월 12일    | 1.4       | 7.63                   | 81 |
| 닥터는 로즈를 집으로 데려다 주지만, 둘은 로즈가 떠난 지 1년 뒤에 도착하게 된다. 로즈의 엄마 재키 타일러 (카밀 코두리)는 닥터에게 불같이 화를 내고, 미키는 로즈를 살인했다는 혐의를 받고 있었다. 로즈와 닥터는 한 우주선이 빅벤에 충돌하고 템스강으로 추락하는 것을 목격한다. 닥터는 이것이 속임수라 예상하고 그 우주선은 지구에서 발사되었다는 것과 우주선의 조종사는 외계 기술로 변형된 돼지라는 것을 발견해낸다. 수상은 행방을 알 수 없게 되고 조셉 그린 (데이비드 버레이)이 대신하는 한편, 내각의 또다른 고위급 일원들인 마거렛 블레인 (애너트 발드런드)과 올리버 찰스도 소환된다. 이 모임은 자신들을 인간 '의상'에 압축해 넣은 외계인 가문인 슬리딘이었음이 드러난다. |          |                                           |               |                 |                 |                    |           |                        |    |
| 160b | 5        | "제3차 세계대전" "World War Three"        | 키스 보크     | 러셀 T 데이비스 | 2005년 4월 23일 | 2005년 6월 19일    | 1.5       | 7.98                   | 82 |
| 닥터는 슬리딘이 지구를 침공하고 있는 것이 아니라 상업상의 이득을 위해 지구를 급습하고 있다는 것을 알게 된다. 슬리딘은 국가 안보에 위협 조짐이 있으며 국제 연합이 핵무기 활성화 암호를 해제하여 자신들이 런던 상공에 떠있는 위험천만한 우주선을 격추할 수 있도록 해달라고 요청한다. 닥터는 이들이 다른 국가들을 향해 발사하여 제3차 세계 대전을 일으키고 남는 방사성 무기들을 팔아치울 것이라고 짐작한다. 닥터는 다우닝 가 10번지에 비핵 미사일을 발사하여 그곳에 모여있는 슬리딘을 없애기 위해서 미키가 온라인을 해킹하도록 도와주고, 닥터와 로즈, 해리엇 존스 의원 (퍼넬러피 윌턴)은 보강된 회의실에 가까스로 숨어들어 살아남는다. 한편 닥터는 재키의 신임을 얻게 되고 재키는 로즈가 닥터와 계속 여행하도록 허락한다. |          |                                           |               |                 |                 |                    |           |                        |    |
| 161 | 6        | "우주악당, 달렉" "Dalek"                  | 조 애헌       | 로버트 셰어맨   | 2005년 4월 30일 | 2005년 6월 19일    | 1.6       | 8.63                   | 84 |
| 타디스가 어느 신호에 의해 진로를 벗어나고 로즈와 닥터는 결국 2012년 유타주 솔트레이크시티 부근에 있는 부유한 외계인 물품 수집가 헨리 반 스태튼 (코레이 존슨)의 지하 벙커에 내리게 된다. 닥터는 그의 살아있는 전시품을 마주하는데, 그 전시품이 시간 전쟁에서 살아남아서 전 우주에 있는 달렉 이외의 생명체들을 말살시키는 것에 구속된 유전자가 변형된 돌연변이이자 닥터의 가장 큰 정적인 종족의 마지막 생존자가 된 달렉 한마리임을 알게 된 그는 공포에 질린다. 반 스태튼의 전문가 중 한 명인 애덤 미첼 (브루노 랭글리)는 로즈를 달렉에게로 데리고 가는데, 로즈가 동정심을 느끼고 달렉에 손을 대면서 그만 달렉이 그녀의 DNA를 흡수하고 활성화되도록 해버리고 만다. 달렉은 로즈, 애덤, 닥터를 따라잡기 전에 수많은 군인들을 죽인다. 로즈가 달렉에게 잡히지만, 달렉은 로즈의 DNA로부터 나온 연민을 얻게 되면서 그녀의 목숨을 살려주고는 자신을 파괴시켜 버린다. 닥터와 로즈가 떠날 때 애덤은 반 스태턴의 지하실 폐쇄를 피해서 타디스에 승선한다. |          |                                           |               |                 |                 |                    |           |                        |    |
| 162 | 7        | "기나긴 게임" "The Long Game"             | 브리언 그랜트 | 러셀 T 데이비스 | 2005년 5월 7일  | 2005년 6월 26일    | 1.7       | 8.01                   | 81 |
| 닥터와 로즈, 애덤은 200,000년으로 여행을 가고 언론을 조종하는 우주 정거장인 위성방송 5에 내린다. 우주 정거장이 방송을 시작한 이래로 무언가가 인류의 사고와 기술을 방해하고 있었다. 편집장 (사이먼 페그)는 닥터와 로즈를 최고층인 500층으로 초대하고 그들을 포로로 붙잡아 놓고는, 자신과 자그라페스라고 알려진 생명체가 위성방송 5를 통해 제국을 뉴스가 인류 내에 공포심을 설치하여 폐쇄된 사회로 유지되게 만들고 있다고 설명해 준다. 그 동안 애덤은 자기 머리에 포트를 설치해 놓고 위성방송 5의 모든 지식들을 부모님의 집에 있는 자동응답기에 전송하고 있는 중이었다. 그 사이 카티카 (크리스틴 애덤스) (정보 스파이크로 애덤과 연결한 또다른 기자)가 난방을 500층으로 향하게 만들어 로즈와 닥터가 탈출하도록 돕는 한편, 편집장과 자그라페스는 열기로 죽는다. 닥터는 애덤에게 격노하여 그를 집으로 돌려보내고, 자동응답기를 파괴한 뒤 타디스 밖으로 내쫓는다. |          |                                           |               |                 |                 |                    |           |                        |    |
| 163 | 8        | "아버지의 날" "Father's Day"              | 조 애헌       | 폴 코넬         | 2005년 5월 14일 | 2005년 6월 26일    | 1.8       | 8.06                   | 83 |
| 로즈는 닥터에게 자신의 아빠 피트 타일러 (션 딩월)이 뺑소니 사고로 돌아가신 날로 데려다 달라고 부탁한다. 그러나 로즈는 아빠를 구해주고 패러독스를 생성하게 된다. 타디스는 평범한 경찰박스로 나타나고 리퍼란 이름의 날아다니는 생명체들이 나타나서 시공간 안의 모든 사람들을 소모하면서 시공간에 난 상처를 치료하려 한다. 모든 사람들이 어느 교회에 숨어드는 한편 닥터는 타디스를 소환하려 애쓴다. 재키는 피터가 또다른 딸이 있었다고 비난하고, 피트는 로즈가 아기 로즈와 동일인물이란 걸 증명하기 위해 아기를 로즈의 팔에 안겨주면서 더 큰 패러독스를 일으키며, 닥터는 리퍼들에게 당하고 만다. 피트는 모든 것을 바로잡기 위해선 자신이 죽어야 한다는 것을 알게 되고, 교회 주변을 돌면서 나타났다가 사라지길 반복하던 차 앞에 스스로 몸을 던져서 닥터를 돌아오게 한다. |          |                                           |               |                 |                 |                    |           |                        |    |
| 164a | 9        | "공허의 아이들" "The Empty Child"         | 제임스 호스   | 스티븐 모팻     | 2005년 5월 21일 | 2005년 7월 3일     | 1.9       | 7.11                   | 84 |
| 시간 소용돌이를 따라서 '위험물'로 경고 표시된 철제 원통 하나를 추적하던 닥터와 로즈는 제 2차 세계 대전의 대공습이 한창인 런던에 내린다. 로즈는 자신에게 자기의 엄마인지 계속해서 질문하는 가스 마스크를 쓴 한 어린 소년 (앨버트 발렌타인)을 따라가는데 방공 기구와 닿는 로프를 타고 올라가게 되고 기구는 공중으로 떠오른다. 그러는 사이 닥터는 그 소년에 대해서 아는 듯해 보이는 낸시라는 이름의 젊은 여성 (플로렌스 호스)과 이야기를 나누는데, 그녀가 아는 바로는 그 소년이 예전에 추락했던 폭탄처럼 생긴 물체와 이어져 있었다. 로즈는 타임 에이전트에서 사기꾼으로 변심한 캡틴 잭 하크니스 (존 버로우만)에게 구조되는데, 그는 로즈가 값비싼 전함을 구매하는 데 관심이 있었다. 낸시는 닥터를 어느 병원으로 데려가고, 그곳에서 콘스탄틴 박사 (리처드 윌슨)는 낸시가 자기 동생 제이미라고 주장하는 그 어린아이와 같은 부상을 입고 가스 마스크를 쓰고 있는 환자들을 닥터에게 보여준다. 콘스탄틴 박사가 자신의 환자들이 그랬던 것처럼 변화하기 시작할 즈음, 로즈와 잭이 닥터를 구하기 위해 도착한다. |          |                                           |               |                 |                 |                    |           |                        |    |
| 164b | 10       | "닥터, 춤추다" "The Doctor Dances"        | 제임스 호스   | 스티븐 모팻     | 2005년 5월 28일 | 2005년 7월 3일     | 1.10      | 6.86                   | 85 |
| 잭은 자신이 그 철제 물체를 시간 소용돌이를 통해서 이 시간대로 보냈다고 설명한다. 이곳에서 그는 그 물체로 둘에게 돈을 챙기고, 둘은 그걸 받기도 전에 그 위로 폭탄이 투하될 것이었다. 잭은 그 물체가 완전히 안전하고 "텅 비어있는" 오래된 의료 수송기라고 주장하지만 닥터는 의심한다. 그 수송기가 지키고 있는 장소에서 닥터는 한때 수송기 안에 상처를 치료할 수 있는 나노진들이 들어 있었단 것을 알게 되고, 나노진들은 제이미를 치료하려 시도했지만 모든 인간들이 그와 비슷한 가스 마스크와 부상을 입어야만 한다고 생각했던 것이라고 추론한다. 낸시는 자신이 사실은 제이미의 엄마이기 때문에 모든 것이 자기 잘못이라고 주장하고, 그 사실을 아이 앞에서 인정한다. 둘이 서로를 껴안자 나노진들은 낸시의 DNA를 아이의 엄마로 식별하고 제이미의 변화를 역전시켜 서로가 각각 닮도록 하고, 나머지 나노진들은 변환되었던 다른 모든 이들에게 똑같이 한다. 잭은 자리에 투하될 폭탄을 사로잡고 닥터와 로즈는 그를 타디스로 초대하면서 폭탄이 폭발하기 전에 구출한다. |          |                                           |               |                 |                 |                    |           |                        |    |
| 165 | 11       | "위기의 도시" "Boom Town"                 | 조 애헌       | 러셀 T 데이비스 | 2005년 6월 4일  | 2005년 7월 10일    | 1.11      | 7.68                   | 82 |
| 닥터와 로즈, 잭은 틈새에서 타디스에 동력을 공급하기 위해 카디프를 방문하고, 미키는 그곳에서 그들을 만난다. 그들은 마거렛 블레인 행세를 했던 슬리딘이 이제 카디프의 시장이 되었단 것을 발견하고 그녀를 잡고는 무엇을 해왔던 것인지 의심한다. 닥터는 그녀가 틈새를 열어 지구를 파괴하도록 설계된 원자력 공장과 달아날 때 사용할 장비를 만들어내고 있었다고 생각한다. 마거렛은 범죄자로 인식된다는 것 때문에 자기의 고향 행성으로 다시 돌아가는 것을 반대한다. 닥터를 죽이려는 시도를 몇 번 하고 실패한 뒤, 마가렛은 또다른 행성으로 데려가달라고 부탁한다. 잭은 타디스의 충전 속도를 올리기 위해서 마가렛의 엑스트라폴레이터를 사용해볼 기회를 맞이하지만, 이는 가장 가까운 외계의 동력원을 틈새로 보내게 되면서 함정이었음이 드러난다. 지진이 카디프를 덮쳤을 때 마가렛은 타디스의 심장부를 들여다보고, 심장부는 그녀를 알로 되돌아가도록 복구하면서 두번째 삶을 살 기회를 주게 된다. |          |                                           |               |                 |                 |                    |           |                        |    |
| 166a | 12       | "게임의 끝" "Bad Wolf"                    | 조 애헌       | 러셀 T 데이비스 | 2005년 6월 11일 | 2005년 7월 10일    | 1.12      | 6.81                   | 85 |
| 닥터, 로즈, 잭은 기억 상실증에 걸린 채 다양한 리얼리티 방송과 게임 쇼에서 깨어난다. 닥터는 〈빅 브라더〉같은 집 안에, 로즈는 탈락한 참가자는 앤 드로이드 (앤 로빈슨)가 분해하는 것으로 짐작되는 〈위키스트 링크〉의 참가자로, 잭은 두 여자 로봇 (트리니 우덜과 수잔나 콘스탄틴)이 참가자들에게 새로운 화상을 제공하는 〈왓 낫 투 위어〉 같은 쇼 프로그램에 있게 된다. 닥터와 잭은 자기가 있던 쇼에서 탈출하고, 자신들은 배드울프 조합이 운영하고 게임 스테이션이라고 알려진 100년 뒤의 위성방송 5에 있다는 것을 알아낸다. 닥터와 잭, 그리고 〈빅 브라더〉 참가자인 린다 (조 조이너)는 로즈가 〈위키스트 링크〉에서 분해되었단 것을 알아내고 500층으로 이동한다. 그곳에 있던 관리자 (마사 코프)는 그들에게 참가자들이 분해되는 것은 아니지만 그 대신 우주에 있는 어느 지점으로 전송된다고 알려준다. 그들은 로즈가 달렉들이 있는 한 우주선에 도착해 있다는 것을 알게 되고 닥터는 그녀를 구하고 달렉들을 파괴하리라 맹세하여 400,000마리 달렉들의 함대가 지구 침공을 시작하게 한다. |          |                                           |               |                 |                 |                    |           |                        |    |
| 166b | 13       | "이별" "The Parting of the Ways"          | 조 애헌       | 러셀 T 데이비스 | 2005년 6월 18일 | 2005년 7월 17일    | 1.13      | 6.91                   | 89 |
| 닥터와 잭은 타디스를 로즈에게로 데려가고, 그곳에서 그들은 달렉 황제와 이야기를 한 뒤 로즈를 게임 스테이션으로 다시 데려간다. 닥터는 델타파를 이용하여 달렉들을 파괴할 준비를 하고, 바깥에서 뭔가를 가지고 오는 사이 로즈에게 타디스 콘솔에 있는 것을 잡아달라고 부탁한다. 로즈가 안에 있는 동안 닥터는 로즈를 안전하게 지키기 위해서 소닉 스크류드라이버를 사용하여 그녀를 집으로 돌려보낸다. 달렉들은 게임 스테이션을 침공하고, 린다와 잭을 포함해 다른 수많은 사람들을 죽인다. 집에 있던 로즈가 다시 침착해졌을 때 'Bad Wolf'라는 단어가 타디스가 착륙한 곳 주변을 둘러싸고 있단 것을 알아차리고 이것이 메시지라는 것을 깨닫는다. 텔레파시 서킷이 닥터에게 돌아가려는 자신의 소망을 보게 될 것이라는 희망을 가진 로즈는 재키와 미키, 그리고 견인 트럭 한 대의 도움으로 타디스의 심장부를 들어올릴 수 있게 된다. 로즈는 시간 소용돌이를 부여받게 되고 닥터에게 돌아오며, 그곳에서 소용돌이의 힘을 사용해서 모든 달렉들을 파괴하고 잭을 되살리고 (동시에 죽지 않게 만들었음), 스스로를 이곳으로 이르도록 'Bad Wolf'란 단어를 시공간 곳곳에 흩뿌려 놓는다. 닥터는 시간 에너지가 로즈를 죽이는 걸 막기 위해서 닥터는 로즈에게 키스하여 에너지를 흡수한다. 시간 에너지는 닥터의 세포를 파괴하고 있을 때 로즈는 타디스 안에서 깨어나고, 닥터는 에너지에 의해서 강제로 또다른 모습 (데이비드 테넌트)으로 재생성하게 된다. |          |                                           |               |                 |                 |                    |           |                        |    |

## 출연 배우

### 주연
제작팀은 닥터 역에 알맞은 배우를 찾는 일을 맡았다. 그 중에서도 특히 영화 스타인 휴 그랜트와 로완 앳킨슨에게 배역을 제안하기도 했다. 맬 영이 데이비스에게 배우 크리스토퍼 에클스턴을 제안했을 때 에클스턴은 배역 경쟁에 들어간 셋 중 하나에 불과했는데, 업계에서는 다른 두 후보가 앨런 데이비스와 빌 니기라는 소문이 돌기도 했다. 그런 추측이 있고 나서 한달 뒤인 2004년 3월 20일에는 에클스턴의 드라마 참가가 발표되었다. 《닥터 후 매거진》 2004년 4월호에서 데이비스는 리처드 E. 그랜트의 샬카 닥터를 비공식 등급으로 격하시키면서, 에클스턴의 닥터가 확실히 9대 닥터가 될 것임을 발표했다. 러셀 T 데이비스는 에클스턴에게 이메일로 배역을 부탁했다고 밝혔다.
첫번째 에피소드가 방영된 직후인 2005년 3월 30일 에클스턴의 하차 의향이 밝혀졌다. 시리즈 1은 크리스토퍼 에클스턴이 닥터 역으로 나온 유일한 시리즈이다. BBC는 에클스턴으로 인하여 성명을 발표해서 그가 고정 배역이 될 것을 우려하여 하차를 결정했다고 말했다. 4월 4일 BBC는 에클스턴의 '성명'을 사실이 아닌 것으로 보며 에클스턴의 동의 없이 발표되었다는 사실을 드러냈다. BBC는 지난 1월 그가 한 시리즈만 하기로 계획한 것을 대중에 알리지 않기로 했던 합의를 이들이 깼다고 결국 인정했다. 에클스턴은 2010년 인터뷰에서 "배우들과 제작진들이 일해야 하는 환경과 분위기를 즐기지 않았"기 때문에 쇼를 떠났지만, 역을 연기하는 데 자부심을 가졌었다고 밝혔다. 에클스턴과의 계약은 1년이었는데 당시에는 드라마가 부활 시리즈 하나를 너머 계속될 것인지 불확실해서였다.

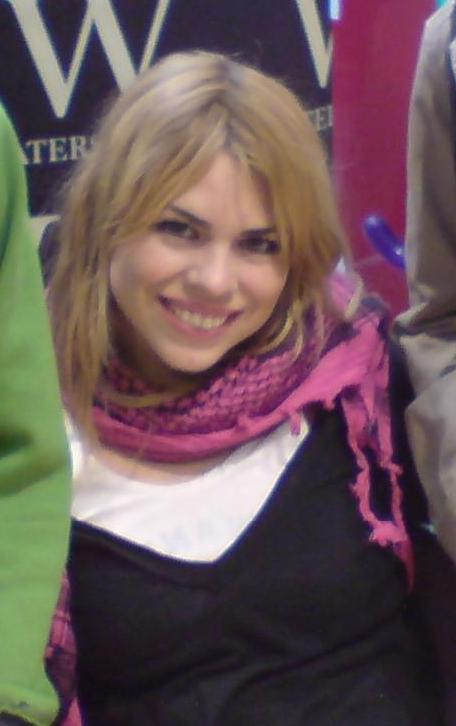
로즈 타일러를 연기한 빌리 파이퍼가 팬들에게 환영받고 있다.

드라마 부활 소식에 이어 러셀 T 데이비스는 《닥터 후 매거진》 2003년 11월호에서 새로운 동행자의 이름이 "아마도" 로즈 타일러가 될 것 같다고 밝혔다. 2004년 3월에는 로즈 타일러라는 이름이 확정되었으며, 전 팝스타 출신 빌리 파이퍼를 캐스팅 후보로 고려하고 있다는 소식이 전해졌다. 같은 해 5월 24일에는 빌리 파이퍼가 로즈 타일러 역에 캐스팅되어 정기 등장인물로 출연할 것이라고 발표되면서, 드라마 팬들은 빌리 파이퍼의 합류를 환영했다. 5대 닥터 배우 피터 데이비슨의 딸이자 훗날 시즌 4 "The Doctor's Daughter" 편에서 주연을 맡게 되는 여배우 조지아 모펫도 로즈 타일러 역에 오디션을 봤다. 로즈 타일러의 초기 구상안은 약간 달랐다. 닥터가 로즈를 이상적인 동행자로 만들기 위해서 로즈의 일생을 조종한다는 내용의 에피소드 하나를 폴 애보트가 쓰기로 계획되어 있었다. 기획한 뒤 몇 달이 지나 애보트가 각본을 작업하기에는 너무 바빠지게 되자 결국 데이비스가 해당 에피소드를 대체하는 "Boom Town"을 집필했다.

### 조연과 단역
BBC에 제출된 데이비스의 피치 중에서 로버트 셰어먼의 오디오극 《주빌리》에 큰 기반을 두고 "Return of Daleks"라 부른 스토리 내에서 애덤 미첼의 캐릭터가 헨리 반 스태튼과 함께 처음으로 구상되었다. 제작팀은 로즈가 애덤을 좋아하게 된 뒤 그가 타디스에 합류하도록 의도했었다. 이 역할을 맡을 배우로 이전에 《코로네이션 스트리트》에서 토드 그림셔 역으로 알려져 있던 브루노 랭글리가 발탁되었다. 애덤은 장기간 동행자로 의도되지 않았다. 데이비스는 타디스의 일원으로 합류하는 데 누구든 알맞다는 것은 아니라는 걸 보여주고 애덤이 "될 수 없는 동행자"라고 칭했는데, "하찮은 동행자였던 사람으로 항상 극을 만들고 싶었기 때문"이었다.
존 버로우만은 "The Empty Child"에서 처음으로 소개되어 시리즈의 마지막 다섯 에피소드에 타디스 일원으로 합류하는 캐릭터인 캡틴 잭 하크니스로 등장했다. 데이비스는 캐릭터의 이름을 짓는 과정에서 마블 코믹스의 캐릭터인 애거서 하크니스에서 영감을 얻었다. 잭의 등장은 겁쟁이에서 영웅으로 변모한다는 캐릭터 아크를 형성하려는 의도로 생각해내게 되었으며, 버로우만은 이를 캐릭터의 연기에서 의식적으로 명심해 두었다. 이 캐릭터 아크를 따라서 잭 하크니스의 첫등장 에피소드는 홍보물에서 "그는 착한 협력자일까? 아니면 나쁜 협력자일까?" 하고 질문을 던지면서 캐릭터의 도덕성을 애매모호하게 놔두도록 할 예정이었다. 버로우만 본인은 캡틴 잭을 구상하면서 주요한 요소였다. 버로우만은 처음 캐스팅할 때 데이비스와 공동 총괄 프로듀서인 줄리 가드너가 자신들은 "근본적으로 [존] 주변에 있는 캐릭터들을 썼다"고 자기에게 설명했었다고 말했다. 데이비스는 그 역할에 버로우만을 선발했다. 버로우만은 그와 면담하면서 자신의 스코틀랜드식 토박이 발음, 자신의 일반 미국식 발음, 영국식 발음을 사용하는 캐릭터를 시도했는데, 데이비스는 이를 "미국식 발음이라면 더 크게 성공할 것"이라 판단했다. 버로우만은 데이비스를 '마티네 아이돌[급]' 배우를 물색하고 있었다고 이야기를 꺼내면서, 그에게 "영국 전역에서 그걸 해낼 수 있는 단 한 사람은 당신이었다"고 말했다.
데이비드 테넌트는 《카사노바》의 방영 전 복제본을 보고 있을 때 데이비스와 가드너에게 닥터 역을 제의받았다. 테넌트는 처음엔 그 제의가 농담이라고 생각했으나 두 사람이 신중하다는 것을 알게 된 뒤, 배역을 받아들이고 시리즈 최종화인 "The Parting of the Ways"에 처음으로 출연했다. 테넌트는 2005년 4월 16일 에클스턴의 대역으로 발표되었다.
그 외에 시리즈 1의 정기 등장인물로는 로즈의 엄마 재키 타일러 역을 맡은 카밀 코두리, 로즈의 남자친구 미키 스미스 역을 맡은 노엘 클라크가 있다.
그 외에도 시리즈 1에서 등장한 배우와 텔레비전 진행자로는 마크 벤턴, 조이 워너메이커, 사이먼 칼로우, 이브 마일스, 퍼넬러피 윌턴, 애너트 배드랜드, 맷 베이커, 앤드류 매어, 코레이 존슨, 사이먼 페그, 안나 맥스웰마틴, 탬신 그레이그, 플로렌스 호스, 리처드 윌슨, 조 조이너, 다비나 맥콜, 패터슨 조셉, 앤 로빈슨, 트리니 우덜, 션 딩월이 있다.

## 제작

### 기획
평생 《닥터 후》의 팬이었던 러셀 T 데이비스는 드라마를 휴방으로부터 부활시키기 위해서 1990년대 후반동안 BBC에 로비를 했고, 1998년 말과 2002년 초에 논의 단계에 이르게 되었다. 데이비스의 건의는 비디오테이프에서 필름으로의 이행, 각 에피소드의 길이를 25분에서 50분으로 두 배로 늘리는 것, 3대 닥터가 등장하는 UNIT 에피소드의 방식으로 처음에는 닥터를 지구에 두도록 하는 것, 갈리프레이와 타임 로드처럼 "초과된 수하물들"을 제거하는 등 드라마를 21세기의 시청자들에게 더욱 알맞도록 개선시키게 할 예정이었다. 러셀의 피치는 다른 세 명과 맞서 겨루었는데, 댄 프리드만의 판타지스러운 재개작, 매튜 그레이엄의 고딕 방식을 따르는 계획, 마지막으로 닥터의 동행자들 대신 닥터를 시청자 대리 캐릭터로 만들게 되는 마크 게티스의 리부트였다.
2003년 8월 BBC는 지방국에 제작을 맡기기 위한 BBC의 계획 중 일부로, 토요일 밤 황금시간대 자리에 방영되는 부활 시리즈를 가드너와 데이비스가 제작하는 데 착수하도록 BBC One의 감독인 로레인 헤거세이와 드라마위원회의 감독인 제인 트렌터를 이끌면서, 유니버셜 스튜디오-BBC-폭스 간 합작의 결과로 드러났던 제작권에 관한 문제를 해결했다. 이들은 9월 중순부터 《카사노바》와 함께 시리즈를 제작한다는 결정을 수락했다.
《닥터 후》 웹사이트에 공개된 애니메이션 에피소드인 《샬카의 비명》에 이어서 《닥터 후》의 '진정한' 귀환은 2003년 9월 26일 BBC의 보도 자료로 발표되었다.
데이비스는 자원해서 《닥터 후》의 피치를 집필했는데, 처음으로 해보는 것이었다. 데이비스는 종종 의뢰 임직원들에게 드라마의 설정을 개요하는 쪽을 택했고 파일럿 에피소드를 쓰자고 제의했는데, 피치가 '[자신이] 작업을 망치는 것처럼 느끼게 한다'는 기분이 들었기 때문이었다. 이 15쪽 분량의 피치는 닥터 후를 '당신의 가장 친한 친구; 당신과 언제든 같이 있고 싶어할 사람'이라 하고, 18살 소녀 로즈 타일러를 새 닥터에 '완벽하게 어울린다'고 했으며, 40년간의 뒷이야기를 '좋은 것들만 제외하고' 회피하는가 하면, 타디스와 소닉 스크류드라이버, 달렉를 그대로 유지하고, 타임 로드는 제거했으며, 인간성에 더욱 큰 중점을 둔 것을 개요해 놓았다. 그의 피치는 BBC 월드와이드의 압력을 받아서 얻어낸 13개 에피소드 시리즈와 줄리 가드너에게서 나온 이용 가능한 예산과 함께 2003년 12월 첫 제작회의에 제출되었다.
2004년 초가 되면서 드라마는 정기 제작주기로 자리를 잡았다. 데이비스와 가드너, 맬 영 BBC 드라마부장은 총괄 프로듀서직을 맡았다. 다만 맬 영은 시리즈 끝부분에서 프로듀서직을 그만두었다. 그라나다 프로덕션 출신의 오랜 동료인 필 콜린슨은 프로듀서직을 맡았다. 키스 보크, 유로스 린, 조 애헌, 브라이언 그랜트, 제임스 호스는 시리즈를 감독했다. 헤드라이터나 총괄 프로듀서, 아니면 '쇼러너'로써 데이비스의 공식적인 역할은 시리즈 전반의 뼈대 줄거리 놓기, 대개는 한 단어로 묘사되는 (예를 들어서 모팻이 극본을 쓴 "The Empty Child"의 '분위기 단어'는 '낭만적'이었다) 한 에피소드의 분위기를 정확하게 밝히도록 하는 '분위기 회의' 열기, 제작 전면 감독하기로 구성되었다. 초반 제작 동안에는 처음 몇 개 에피소드를 촬영할 때와 데일리 러시일 때 누출되지 않았단 것을 확실히 하기 위해서 시리즈의 가짜 제목으로 'Doctor Who (닥터 후)'의 애너그램인 'Torchwood (토치우드)'란 단어가 사용되었다. 'Torchwood'라는 단어는 나중에 《닥터 후》에서 도입되었고 스핀오프 드라마인 《토치우드》의 이름이 되었다.

### 촬영 일정
| 일정 순번 | 제목                                             | 감독            | 각본                        | 번호           |
| --------- | ------------------------------------------------ | --------------- | --------------------------- | -------------- |
| 1         | "Rose" "Aliens of London" "World War Three"      | 키스 보크       | 러셀 T 데이비스             | 1.1 1.4 1.5    |
| 2         | "The End of the World" "The Unquiet Dead"        | 유로스 린       | 러셀 T 데이비스 마크 게티스 | 1.2 1.3        |
| 3         | "Dalek" "Father's Day"                           | 조 애헌         | 로버트 셰어먼 폴 코넬       | 1.6 1.8        |
| 4         | "The Long Game"                                  | 브라이언 그랜트 | 러셀 T 데이비스             | 1.7            |
| 5         | "The Empty Child" "The Doctor Dances"            | 제임스 허위스   | 스티븐 모팻                 | 1.9 1.10       |
| 6         | "Boom Town" "Bad Wolf" "The Parting of the Ways" | 조 애헌         | 러셀 T 데이비스             | 1.11 1.12 1.13 |

### 촬영
시리즈의 본 촬영은 2004년 7월 18일 카디프에서 "Rose"의 로케이션 촬영으로 시작되었다. 시리즈는 사우스이스트웨일스 전역에서 촬영했고, 대부분은 카디프 내에서나 근교에서 촬영했다. 각 에피소드를 촬영하는 데는 2주 정도가 걸렸다. 촬영 개시는 처음 겪는 상황 때문에 제작팀 사이에서 스트레스를 야기했다. 예컨대, 첫번째 블록의 여러 씬들은 원래의 장면을 사용할 수 없었기 때문에 재촬영해야 했으며, "Aliens of London", "World War Three", "Boom Town" 촬영에서 사용된 슬리딘의 보철장치들은 컴퓨터로 만든 장치와 현저하게 달랐다. 무엇보다도 롭 셰어먼이 각본을 집필한 시리즈 여섯 번째 에피소드 촬영에서 달렉들을 확보한 테리 네이션의 소유권으로 BBC가 정체 상태에 빠졌다. 데이비스가 "벽돌담을 깨는 것"이라고 말했던 첫번째 제작 블록 촬영 뒤, 드라마 제작은 제작진들 스스로가 익숙해지면서 눈에 띄게 편해졌다. 촬영은 2005년 3월 23일에 끝났다. 에클스턴의 대역으로 캐스팅된 데이비드 테넌트는 2005년 4월 21일 "The Parting of the Ways"의 끝부분에서 등장하는 것을 녹화했다.